# Tarot (spillekort)
 Denne artikel omhandler selve tarot-kortene. Opslagsordet har også en anden betydning, se Tarot (flertydig).
Tarot er spillekort, der adskiller sig fra de sædvanlige spillekort med 52 kort, ved at have en ridder (eller caval) (Cavaliers) mellem knægten (page) og damen, esset som ener, og en femte kortrække på 22 trumfer (nummereret fra 0 (narren/skisen (forløberen for jokeren) til 22) - i alt 78 kort.
Kortene benyttes dels til et kortspil, dels til spådomskunst. Kortene, der benyttes til spil, er ofte simplere udformet end spåkortene.

## Oprindelse og historie
Den ældste kendte omtale af tarot er fra 1400-tallet. Et håndlavet sæt kaldet Visconti er bevaret fra Italien, 1440.
Mange mener, at tarot er meget ældre. Baseret på billedligheder og nummereringen forbinder nogle tarot med det gamle Egypten, den mytiske hebraiske tradition Kabbala og katarerne fra Languedoc og Piemonte, hvor tarot først dukkede op. Meget af dette anses for at være mytologisk.